# Tulešice
Tulešice (en allemand : Tulleschitz) est une commune du district de Znojmo, dans la région de Moravie-du-Sud, en République tchèque. Sa population s'élevait à 193 habitants en 2020.

## Géographie
Tulešice se trouve à 8 km à l'ouest de Moravský Krumlov, à 24 km au nord-nord-est de Znojmo, à 34 km au sud-ouest de Brno et à 173 km au sud-est de Prague.
La commune est limitée par Horní Dubňany et Dolní Dubňany au nord, par Rybníky à l'est, par Vémyslice, Čermákovice et Horní Kounice au sud, et par Rešice à l'ouest.

## Histoire
La première mention écrite de la localité date de 1365.